# USA Pro Cycling Challenge
La USA Pro Cycling Challenge, nota anche come Tour of Colorado o Quiznos Pro Challenge dal nome dello sponsor, era una corsa a tappe maschile di ciclismo su strada disputata dal 2011 al 2015 in Colorado, negli Stati Uniti. Organizzata ogni anno nel mese di agosto, era parte del calendario dell'UCI America Tour come prova di classe 2.1.

## Albo d'oro
Aggiornato all'edizione 2015.
| Anno | Vincitore             | Secondo               | Terzo              |
| ---- | --------------------- | --------------------- | ------------------ |
| 2011 | Levi Leipheimer       | Christian Vande Velde | Tejay van Garderen |
| 2012 | Christian Vande Velde | Tejay van Garderen    | Levi Leipheimer    |
| 2013 | Tejay van Garderen    | Mathias Frank         | Tom Danielson      |
| 2014 | Tejay van Garderen    | Tom Danielson         | Serghei Țvetcov    |
| 2015 | Rohan Dennis          | Brent Bookwalter      | Rob Britton        |